# Diaperis maculatus
Diaperis maculatus är en skalbaggsart som beskrevs av Olivier 1791. Diaperis maculatus ingår i släktet Diaperis och familjen svartbaggar. Inga underarter finns listade i Catalogue of Life.

## Bildgalleri

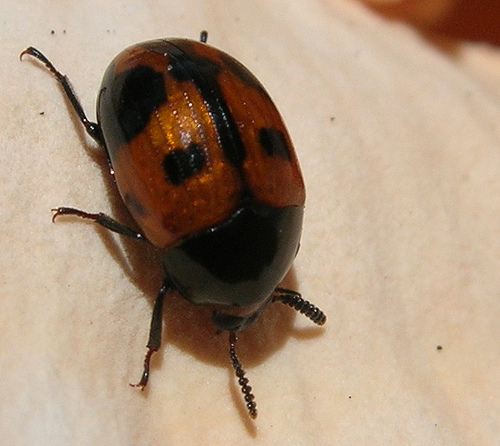